# Lafayette (Tennessee)
Pour les articles homonymes, voir Lafayette.
La ville américaine de Lafayette (en anglais [ləˈfeɪ.ɨt]) est le siège du comté de Macon, dans l’État du Tennessee. Lors du recensement de 2010, sa population s’élevait à 4 474 habitants.

## Source
- (en) Cet article est partiellement ou en totalité issu de l’article de Wikipédia en anglais intitulé « Lafayette, Tennessee » (voir la liste des auteurs).